# Natürliche Konvektion

Freie Konvektion

Bei natürlicher oder auch freier Konvektion strömt ein Fluid (Gas oder Flüssigkeit) aufgrund von im System vorhandenen Druckunterschieden, die durch ein Schwerkraftfeld hervorgerufen werden, wenn es im Fluid Bereiche unterschiedlicher Dichte gibt. Wenn es dabei zu einem geschlossenen Kreislauf kommt, spricht man von Schwerkraftzirkulation (siehe Kamineffekt).
Das Gegenteil der freien Konvektion ist die durch technische Hilfsmittel erzwungene Konvektion.

## Grundlagen
Eine dauerhafte Zirkulation tritt immer dann auf, wenn eine Wärmequelle tiefer liegt als eine Wärmesenke („Kühlung“), weil das erwärmte Fluid eine geringere Dichte besitzt (d. h. eine geringere Masse pro Volumeneinheit) und deshalb im Gravitationsfeld einen statischen Auftrieb erfährt. Werden Heizung und Kühlung vertauscht, so kommt die Zirkulation zum Erliegen.
Die Strömungsgeschwindigkeit hängt vom Temperaturunterschied ab und kann für das erwärmte Fluid immer nur nach oben erfolgen (Ausnahme s. u.). Für technische Prozesse werden daher häufig Ventilatoren oder Pumpen verwendet, um die Konvektion zu steuern.
Bei der Erwärmung von Wasser von 0 °C auf 4 °C tritt ausnahmsweise der umgekehrte Fall ein: die Dichte des Wassers erhöht sich und es sinkt ab. Das liegt an der Dichteanomalie von Wasser, die in der Umgebung von 4 °C auftritt und eine spezielle Temperaturschichtung bewirkt.
Im Weltraum kommt es nicht zu einer Zirkulation, aufgrund fehlender Materie und der Schwerelosigkeit, z. B. auch nicht in einem Luftvolumen, das im Inneren eines Satelliten eingeschlossen ist.

## Physikalische Hintergründe
Der Dichteunterschied wird durch Erwärmen auf der einen Seite und Abkühlen auf der anderen Seite des Kreislaufes aufrechterhalten. Der daraus resultierende Differenzdruck wird „treibender Druck“ oder auch „wirksamer Druck“ genannt. Man spricht auch von Schwerkraftwirkung.
Der Differenzdruck {\displaystyle \Delta p} ist vom Dichteunterschied {\displaystyle \Delta \rho } und der wirksamen Höhe {\displaystyle h} abhängig nach der Formel:
{\displaystyle \Delta p=h\cdot g\cdot ({\rho _{2}}-{\rho _{1}})}
- {\displaystyle h}: wirksame Höhe in m
- {\displaystyle g}: Erdbeschleunigung in m/s²
- {\displaystyle \rho _{1}}: Dichte bei Temperatur 1
- {\displaystyle \rho _{2}}: Dichte bei Temperatur 2

## Beispiele

### Gebäudetechnik

Prinzip der Schwerkraftzirkulation

In der technischen Gebäudeausrüstung ist die Schwerkraftzirkulation Prinzip jeder Schwerkraftheizung, die allerdings fast vollständig durch die Pumpenheizung ersetzt wurde. Dieses Prinzip wird auch im „Badestrang“ angewendet, der ohne Pumpe parallel zur Warmwasserleitung verläuft und ganzjährig ein warmes Badezimmer bereitstellt.
In Thermosiphonanlagen wird die Wärme über den Sonnenkollektor zugeführt, in dem unter nachfolgender Abkühlung und/oder Entnahme des Wassers die Zirkulation einsetzt.
Im Kesselbau führen besondere Leitblechkonstruktionen zur Zirkulation des Kesselwassers zwischen der Kesselwand und den Nachschaltheizflächen. Damit erreicht man eine gleichmäßige Temperaturverteilung im Kesselmaterial, infolge derer sich die Wärmespannungen verringern.
Nicht erwünscht ist die Schwerkraftzirkulation als „Rückzirkulation“. Diese tritt beispielsweise auf, wenn bei stillstehender Pumpe das Wasser des Rücklaufs in entgegengesetzter Richtung auf die Pumpe drückt und diese in Bewegung versetzt. Betroffen sind davon Pumpenheizungsanlagen und Solarkreisläufe. Um die Pumpen zu schützen, baut man Schwerkraftbremsen. Das sind Rückschlagventile oder „Diskoscheiben“ die – vor oder hinter die Pumpe eingebaut – den Rückstrom des Wassers unterbinden.

### Energiegewinnung
siehe Aufwindkraftwerk

### Meteorologie

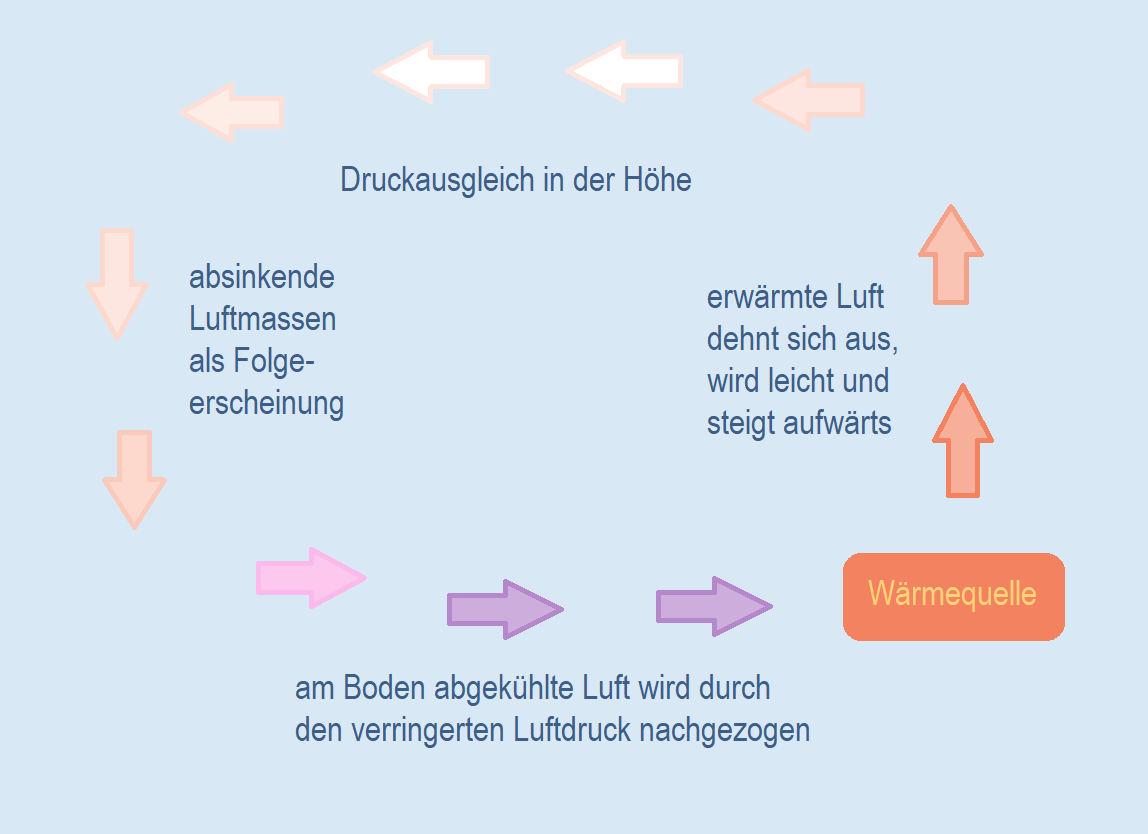
Thermische Zirkulation

In der Erdatmosphäre finden ebenfalls zahlreiche Konvektionsvorgänge statt. Eine Wärmequelle wie durch  Sonnenstrahlung aufgewärmte Erde bringt die Luftmassen zum Aufsteigen und infolgedessen in eine kreisförmige Bewegung. Wenn die Bewegung auf zwei oder mehreren Seiten erfolgt, spricht man von Konvektion.
Auf der Erdoberfläche kommt es aufgrund von Geländeformen und verschiedenen Oberflächen zu unterschiedlich starken Aufheizvorgängen. Warme Luftmassen lösen sich ab und steigen in Form von Thermik auf. Unterstützt werden können solche Luftbewegungen durch Kondensationsvorgänge, die die aufsteigende Luft aufheizen, indem sie die Kondensationsenthalpie des Wasserdampfs freisetzen und damit die Aufwärtsbewegung beschleunigen. Als Folge hiervon kann Konvektionsregen entstehen.
An Meeresküsten und an großen Binnenseen findet man das Land-See-Windsystem, bei dem mit dem Wechsel von Tag und Nacht jeweils über der Land- oder der Wasserfläche natürliche Konvektion erfolgt.